# Élément de manœuvre
En construction mécanique, les éléments de manœuvre sont normalisés ;
- boule
- poignée
- poignée fuseau
- poignée et T
- bouton (bouton étoile, bouton triangle)
- manette
- levier de manœuvre
- poignée
- volant (2 bras, 3 bras ou plein)